# Boîte noire
Boîte noire är en fransk film skriven och regisserad av Yann Gozlan, släppt 2021.

## Skådespelare
- Pierre Niney: Mathieu Vasseur
- Lou de Laâge: Noémie Vasseur
- André Dussollier: Philippe Rénier
- Sébastien Pouderoux: Xavier Renaud
- Olivier Rabourdin: Victor Pollock
- Guillaume Marquet: Antoine Balsan
- Mehdi Djaadi: Samir
- Anne Azoulay: Caroline Delmas
- Aurélien Recoing: Claude Varins
- André Marcon: Dorval
- Philippe Maymat: Kapten
- Quentin d'Hainaut: ordningsvakten
- Lorène Devienne: Jeanne, kabinvärdinnan
- Grégori Derangère: Alain Roussin

## Anekdot
För mottagningsscenen som anordnades av ENAC Alumni, bad filmteamet riktiga studenter från École nationale de l'aviation civile.